# Sten Arfvidsson Sture
Sten Arfvidsson Sture, född 1681 i Stockholm, död 15 januari 1730, var en svensk militär.

## Biografi
Sture föddes 1681 i Stockholm. Han var son till vice presidenten i Svea hovrätt Arfvid Ifvarsson och Märta Kurck. Sture var page hos kungen och volontär vid livgardet. Han blev 4 april 1700 grenadjärsergeant vid livgardet, april 1700 grenadjärfältväbel, 11 september 1700 fänrik, 8 januari 1701 grenadjärlöjtnant, 28 mars 1704 kapten, 30 januari 1711 generaladjutant av flygeln, samt 16 april 1712 överste vid sachsiska infanteriregementet. Sture blev 26 juni 1716 överste för Kalmar regemente och 29 april 1719 generalmajor av infanteriet. Han blev 23 juni 1720 friherre och introducerades 1723 i Sveriges riddarhus som nummer 187. Han avled 1730.

### Egendom
Sture ägde Strömsta i Teda socken och Magda gård i Näshulta socken.

### Familj
Sture gifte sig 20 maj 1713 med grevinnan Hedvig Maria Piper (1697–1767), dotter till överstemarskalken Carl Piper och Christina Törnflycht. De fick tillsammans barnen Märta Christina Margareta Sture (1715–1742) som var gift med landshövdingen Gustaf Abraham Piper, Carl Arvid Sture, Fredrika Ulrika Sture (1719–1772) som var gift med generallöjtnanten Fredrik Carl Dohna, Hedvig Beata Sture (1720–1722), Ingrid Sofia Sture (1722–1751) som var gift med kammarrådet Jöns Steuch, Eva Eleonora Sture (1723–1724), Maria Charlotta Sture (1725–1761) som var gift med kammarherren Axel Johan Kurck, Anna Magdalena Sture (1727–1738), Beata Johanna Sture (1728–1728) och löjtnanten Sten Gabriel Sture (1730–1803).